# Las Gardenias de Tepito

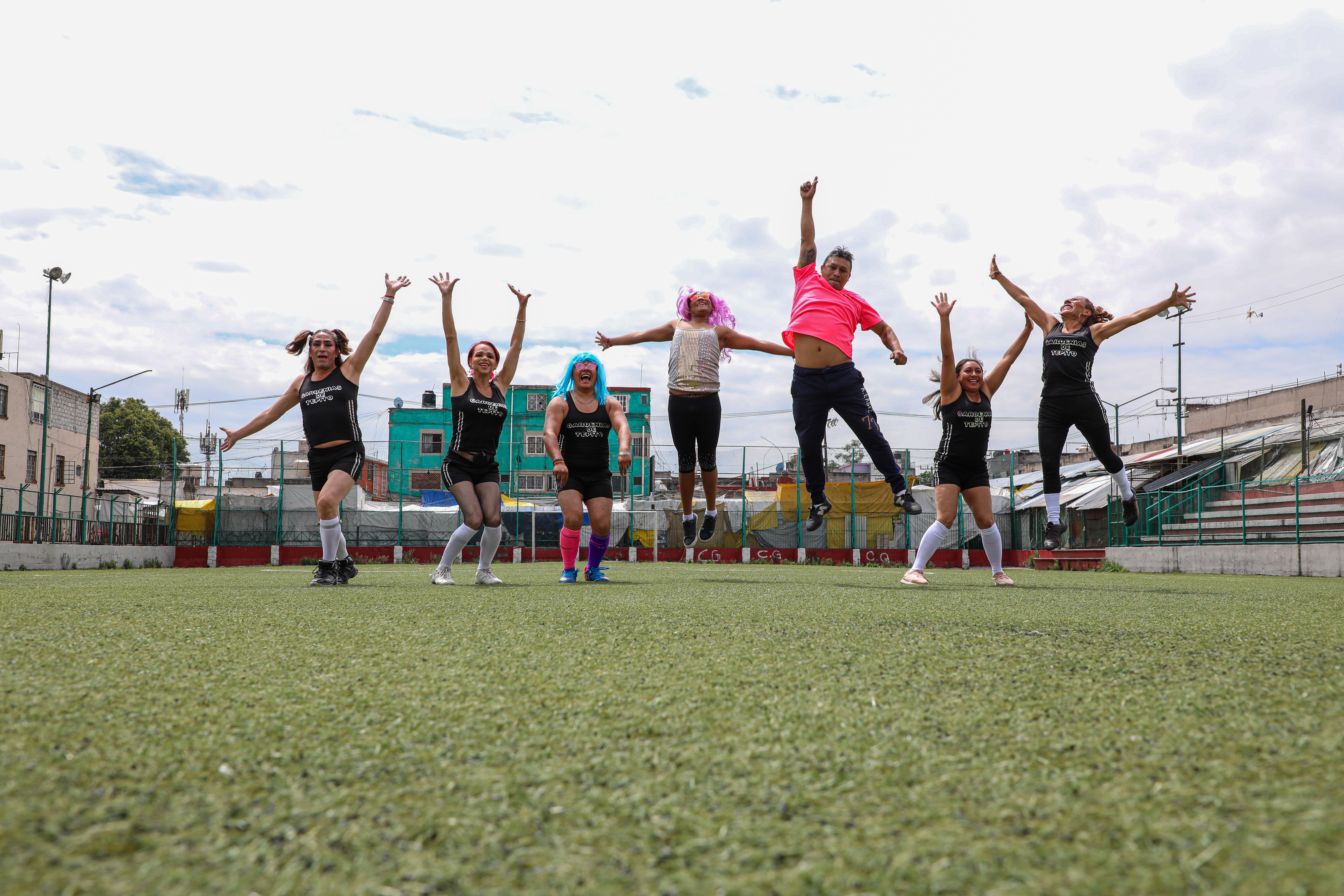
Las Gardenias en el "Maracaná"

Las Gardenias de Tepito es un equipo de futbol integrado por personas travestis y transexuales, juegan un partido estelar el 4 de octubre en las celebraciones del santo patrono de Tepito, San Francisco Asís. El equipo fue fundado por Doña Bárbara para evitar la discriminación y promover la igualdad, ella también es la directora técnica.
Desde hace 50 años se juegan partidos de futbol durante todo el día en El Maracaná, una cancha ubicada en el corazón del barrio bravo. Las gardenias salen a la cancha maquilladas con blusa de lentejuelas ajustada y medias, y juegan contra equipos varoniles.
Las Gardenias son parte de los personajes icónicos de Tepito, en palabras de Lourdes Ruiz, la reina del albur:
Para los tepiteños Las Gardenias son una admiración, son seres humanos que trabajan y que nos divierten.

## Integrantes

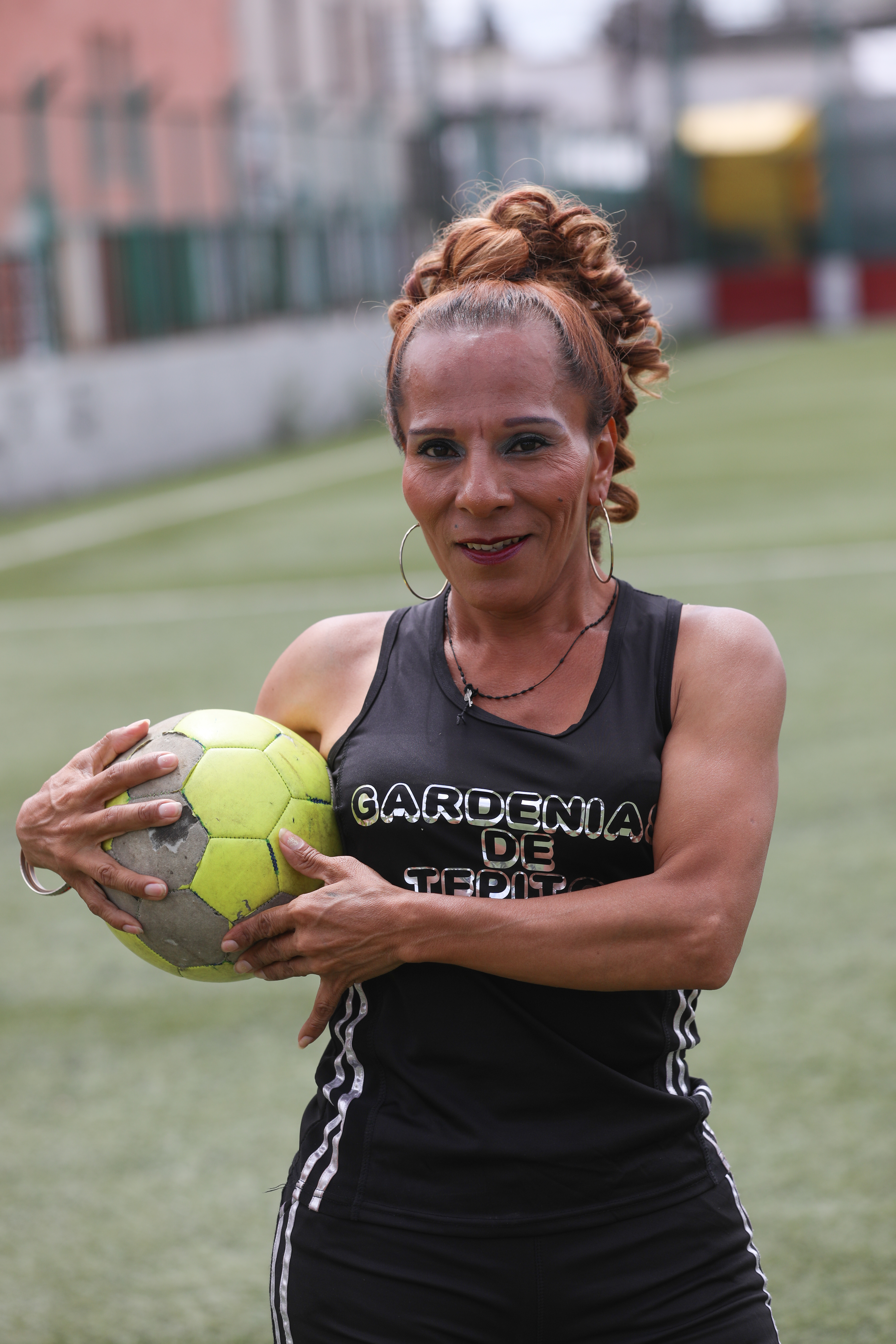

Entre las integrantes se encuentran: Naomí, Jessica, Santi, Josa, Cherry, Manuela.
La mayoría de jugadoras tienen o trabajan en estéticas en el mismo barrio, algunas preparan comida o son comerciantes. 
Tras finalizar el partido, las futbolistas se toman fotografías y dan autógrafos a los asistentes.
En junio de 2019 Las Gardenias jugaron un partido contra Acapulco Shore.